# 马修·奎克
马修·奎克（英語：Matthew Quick，1973年—）是一名美国小说作家。他的第一部小說作品《派特的幸福劇本》變成紐約時報暢銷書，而且被改编为一部由布萊德利·庫柏与珍妮佛·勞倫斯主演的同名电影。
奎克是2009年PEN/Hemingway奖的最终人选之一。他的作品被翻译为了数种语言。2012年，他的小说《男孩21》（英語：Boy 21），被纽约时报给予积极的评价。

## 个人生活
奎克在新泽西州柯林斯伍德成长，并曾经是一位英语教师。他现在与他的妻子、小说家Alicia Bessette居住在马萨诸萨州中部。

## 作品
来源：Fiction Database
- 《派特的幸福劇本（英语：The Silver Linings Playbook）》（2008年）
- 《有点儿像个摇滚明星》（Sorta Like a Rockstar，2010年）
- 《男孩21》（Boy21，2012年）